# Вулиця Віталія Сапила
Ву́лиця Віталія Сапила — вулиця у Залізничному районі міста Львова, в місцевості Сигнівка. Сполучає вулиці Виговського та Любінську.

## Історія
Вулиця виникла у складі підміського селища Сигнівка. Після входження селища до меж міста 11 квітня 1930 року, вулиці колишнього села були перейменовані або ж новоутвореним вулицям надавалися певні назви. Так, від 1930-х років й до 1962 року мала назву Львівських Орлят, на честь польських юнаків та підлітків, які загинули в польсько-українській війні 1918—1919 років. У 1962 році вулицю перейменували на Корякську, на згадку про коряків — народу півночі Далекого Сходу Росії. Сучасна назва вулиці походить з 18 серпня 2022 року, на честь лейтенанта Збройних сил України, учасника російсько-української війни, Героя України Віталія Сапила.

## Забудова
Забудова вулиці Віталія Сапила — одно-та двоповерхова садибна нового часу.